# Zeid Abou Hamed
Zeid Abou Hamed ( ar. زيد أبو حامد;, ur. 4 kwietnia 1970) – syryjski lekkoatleta specjalizujący się w biegach przez płotki. Uczestnik igrzysk olimpijskich w Barcelonie (1992) i Sydney (2000). Posiada również australijskie obywatelstwo.

## Życiorys

### Pierwsze występy dla Syrii i pierwsze igrzyska
Początkowo startował jako reprezentant Syrii, uczestnicząc dla swojego kraju na mistrzostwach świata w 1991 i 1993. Prócz tego zdobył kilka medali regionalnych.
W 1992 pojechał na igrzyska do Barcelony, jednak nie wystartował w żadnym biegu.

### Zmiana narodowości
Po mistrzostwach świata w 1993 zmienił barwy i od tej pory zaczął reprezentować Australię. W jej barwach brał udział w mistrzostwach świata 1997 i 1999. Z powodu dużej ilości zawodników nie został wysłany jako Australijczyk na Igrzyska w Sydney.

### Powrót do korzeni
Gdy Australia nie wysłała go na igrzyska, powrócił do reprezentowania Syrii. Pojechał na igrzyska do Sydney, gdzie w konkurencji biegu na 400 metrów przez płotki odpadł w eliminacjach.

### Osiągnięcia
| Rok                     | Zawody                     | Miejsce             | Pozycja             | Konkurencja             | Czas                |
| Reprezentując Syrię     | Reprezentując Syrię        | Reprezentując Syrię | Reprezentując Syrię | Reprezentując Syrię     | Reprezentując Syrię |
| ----------------------- | -------------------------- | ------------------- | ------------------- | ----------------------- | ------------------- |
| 1991                    | Igrzyska śródziemnomorskie | Ateny               | 6                   | 400 m przez płotki      | 51.07               |
| 1991                    | Mistrzostwa Azji           | Kuala Lumpur        | 3                   | 400 m przez płotki      | 51.15               |
| 1991                    | Mistrzostwa świata         | Tokio               | 33                  | 400 m przez płotki      | 51.57               |
| 1992                    | Igrzyska panarabskie       | Latakia             | 1                   | 400 m przez płotki      | 49.39               |
| 1993                    | Igrzyska śródziemnomorskie | Narbona             | 1                   | 400 m przez płotki      | 49.09               |
| 1993                    | Mistrzostwa świata         | Stuttgart           | 23                  | 400 m przez płotki      | 49.96               |
| 1993                    | Mistrzostwa Azji           | Manila              | 1                   | 400 m przez płotki      | 49.10               |
| 1997                    | Igrzyska panarabskie       | Bejrut              | 3                   | 400 m przez płotki      | 49.68               |
| 1997                    | Igrzyska śródziemnomorskie | Bari                | 1                   | 400 m przez płotki      | 49.25               |
| Reprezentując Australię |                            |                     |                     |                         |                     |
| 1997                    | Mistrzostwa świata         | Ateny               | 16                  | 400 m przez płotki      | 49.12               |
| 1998                    | Igrzyska Wspólnoty Narodów | Kuala Lumpur        | 4                   | 400 m przez płotki      | 49.11               |
| 1998                    | Mistrzostwa świata         | Johannesburg        | 8                   | 400 m przez płotki      | 50.50               |
| 1999                    | Mistrzostwa świata         | Sewilla             | 41                  | 400 m przez płotki      | 50.85               |
| Reprezentując Syrię     |                            |                     |                     |                         |                     |
| 2000                    | Igrzyska olimpijskie       | Sydney              | 33                  | 400 metrów przez płotki | 50.74               |